# Mario Trevi
Mario Trevi, nombre artístico de Agostino Capozzi (Melito di Napoli, 2 de noviembre de 1941) es un cantante y actor italiano.

## Biografía
Vive su niñez en la pobreza de la Italia de la Segunda Guerra Mundial. A la edad de diez años
empieza a cantar en espectáculos de marionetas que se presentaban en las cantinas de su pueblo. Los propietarios de estos lugares lo hacían pasar gratis para que el pequeño Mario a cambio amenizara los eventos con su voz.
Mientras crecía, el pequeño artista hizo experiencias laborales como, trabajador edil y aprendió la profesión de la venta en una tienda de telas en la ciudad de Nápoles sin abandonar su pasión por el canto y su amiración por su cantante ispirador Sergio Bruni.
A la edad de catorce años, empezó a aprender canto con el maestro Attilio Staffelli, profesor de la academia de música del Conservatorio de San Pietro a Maiella de Nápoles.

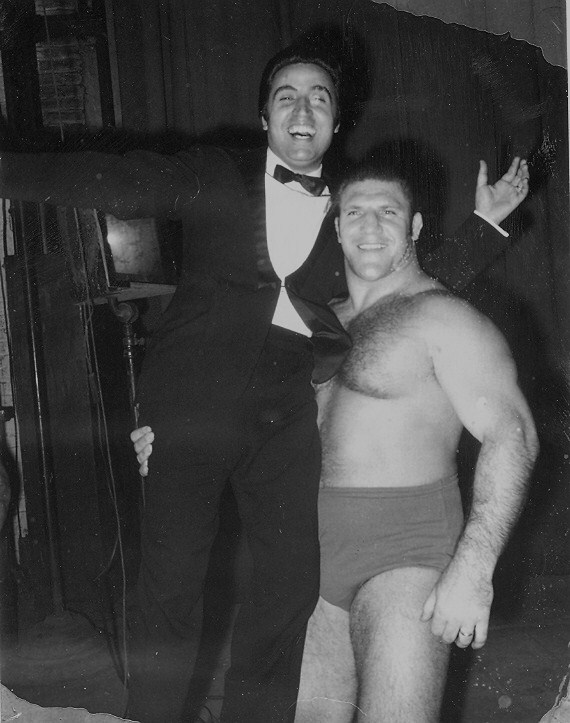
Bruno Sammartino y Mario Trevi.

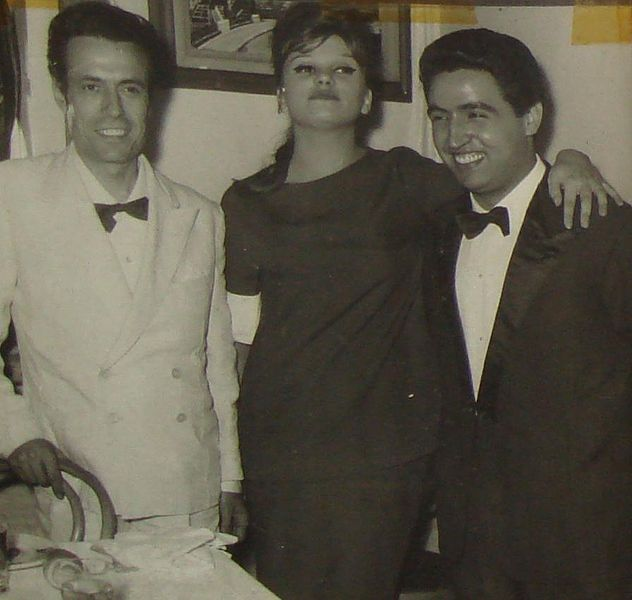
Salvatore Mazzocco - Milva - Mario Trevi (1961)

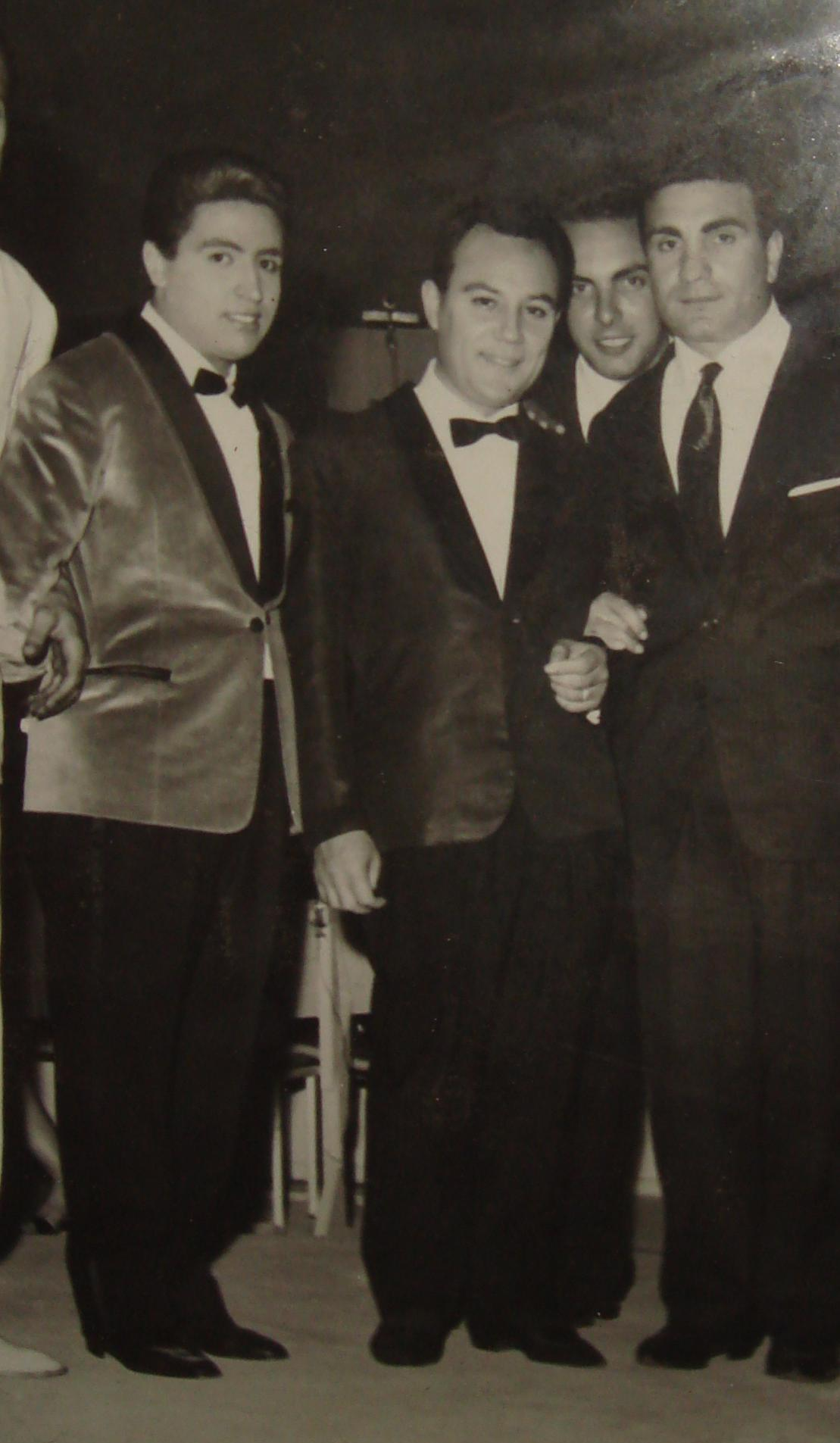
Mario Trevi - Claudio Villa (1962)

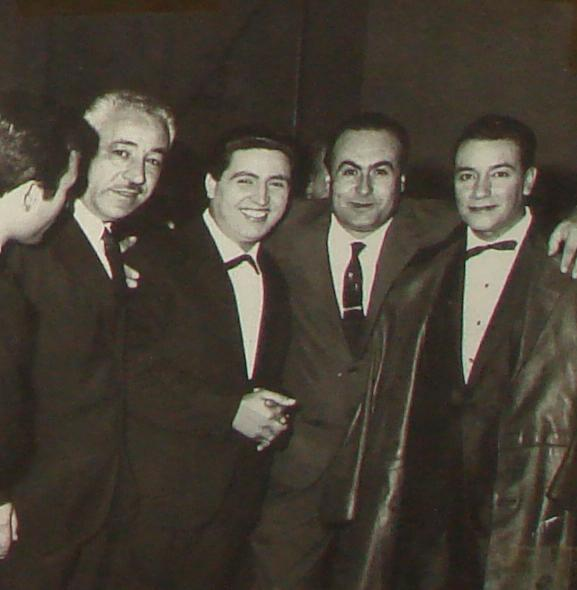
Mario Trevi - Mario Abbate (1963)

En el 1960 participa por primera vez en el Festival de la canción napolitana, en este evento se presentará las siguientes diez veces hasta el 1970.
Una de las canciones más importantes es sin duda Indifferentemente que presentó junto con el cantante Mario Abbate en la edición del 1963. Este tema es hoy unas de las canciones napolitanas más cantadas en el mundo y que ha inspirado cantantes del nivel de Frank Sinatra, Mina Mazzini, Amii Stewart y otros artistas de fama internacional.

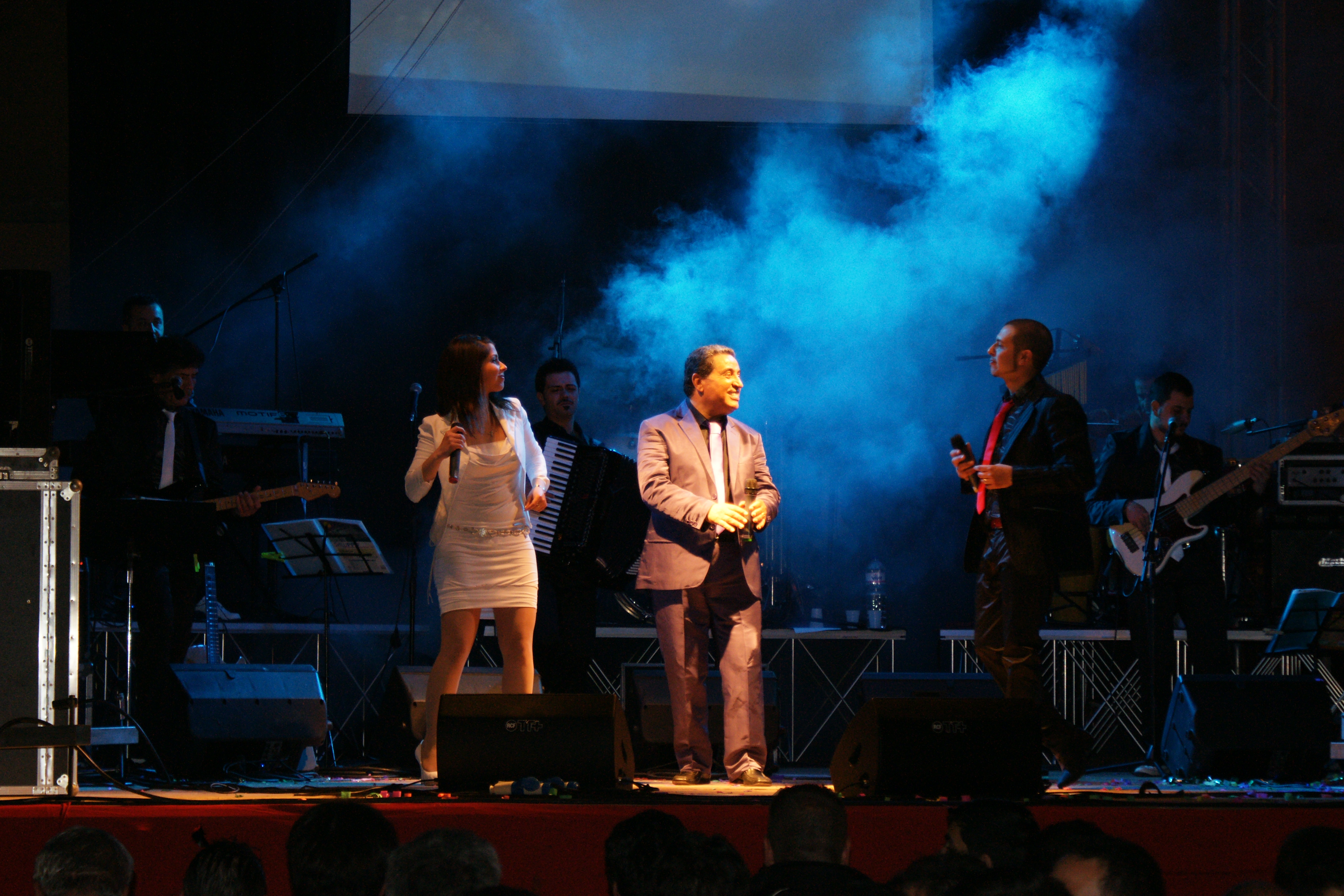
Mario Trevi en una actuación del espectáculo MARIO TREVI Luna bianca in concerto.

Desde el 1973 hasta el año 1981, se dedica a la nueva sceneggiata napolitana junto con Mario Merola y Pino Mauro. Lleva al éxito más de veinte trabajos de este género presentando La pagella (1980) en una película de óptimo resultado comercial.
En el curso de su carrera (desde 1956) ha grabado más de 800 temas y ha presentado sus conciertos en todo el mundo, como su participación en el Madison Square Garden de Nueva York y en la Academia de Música de Brooklyn. El 26 de noviembre de 2005 recibe el nombramiento de Caballero de la Orden de Malta.

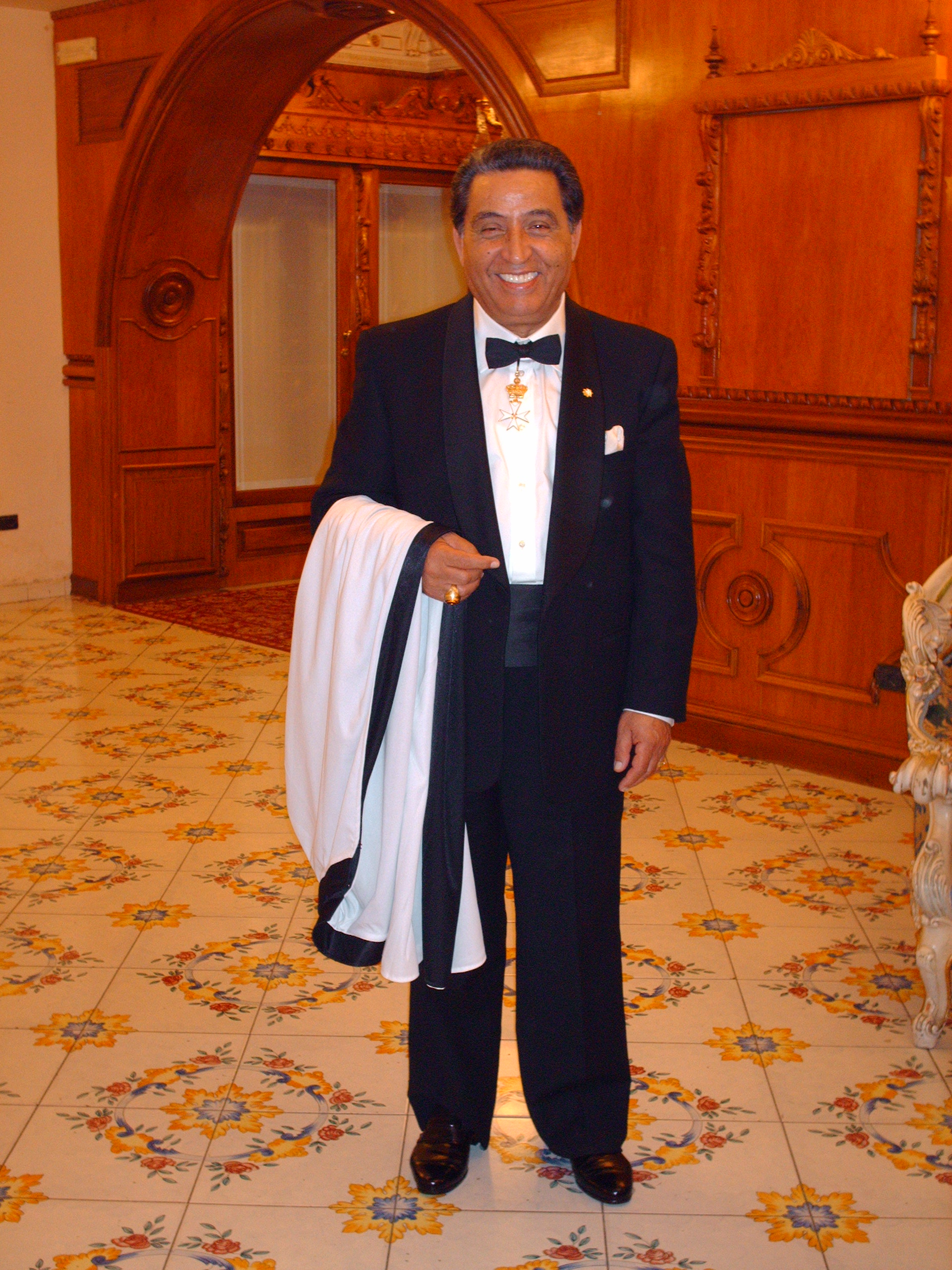
Mario Trevi (2005)

El 17 de abril de 2010 presenta en toda Italia su espectáculo: Mario Trevi. Lunabianca in concerto presentándose con temas clásicos de la Canción napolitana con arreglos más modernos y ritmos combinados elegantemente con el folklore de su ciudad, Nápoles.

## Discografía
- 1961: Senti Napoli e poi...
- 1961: Naples - Today (London Records)
- 1964: Indifferentemente
- 1964: Mario Trevi con la orquesta de E.Alfieri (Ronde de Venezuela)
- 1965: Canzoni napoletane classiche
- 1966: Canzoni napoletane moderne
- 1970: Mario Trevi & Mirna Doris, Ammore 'e Napule (Fiesta record company)
- 1974: Le disque d’or des Chansons Napolitanes - Mario Trevi (Pickwick Records)
- 1975: Mario Trevi – vol.1
- 1975: Mario Trevi – vol.2
- 1975: Mario Trevi – vol.3
- 1975: Mario Trevi
- 1975: Si me sonno Napule
- 1975: Papà
- 1975:  'Nu telegramma
- 1975: Mario Trevi
- 1976: Mario Trevi recita le sue sceneggiate nel ruolo di 1° attore
- 1976:  'O presepio
- 1977:  'A paggella
- 1977: Senti Napoli e poi... (Sicamericana Sacifi)
- 1978:  'A befana
- 1978: Mario Trevi – 12° volume
- 1979: La sceneggiata napoletana
- 1979:  'E candeline
- 1979: Canzoni di Napoli (Music Hall)
- 1981: Mario Trevi - 14° volume
- 1982: Mario Trevi - 15° volume
- 1983: Mario Trevi - 18° volume
- 1984: Mario Trevi - 19° volume
- 1985:  'Nfizzo 'nfizzo
- 1986: Nun è 'nu tradimento
- 1986: Ancora io
- 1989: I miei successi di ieri... cantati oggi
- 1991: Tu si importante
- 1992: Cento canzoni da ricordare - vol.1
- 1992: Cento canzoni da ricordare - vol.2
- 1992: Cento canzoni da ricordare - vol.3
- 1992: Cento canzoni da ricordare - vol.4
- 1994: Cento canzoni da ricordare - vol.5
- 1994: Cento canzoni da ricordare - vol.6
- 1994: Carezze d'autore
- 1995: ...Pecché te voglio bene
- 1995: ...Niente - Trevi canta Daniele
- 1996: Nustalgia
- 2008: Il capitano e il marinaio
- 2011: Napoli Turbo Folk

## Festival
- 1960
  - Canzone all'antica (S.Gaetani - A.Minervini) con Franca Raimondi, 8º Festival della canzone Napoletana
  - 'O sfaticato (Riccardi-Acampora), Piedigrotta Acampora.

- 1961
  - Mare verde (G.Marotta - S.Mazzocco) con Milva, Giugno della Canzone Napoletana
  - É napulitana (M. Di Luito - G.Cioffi) con Giuseppe Negroni, Giugno della Canzone Napoletana
  - Cunto 'e llampare (L.Bonagura - Recca) con Claudio Villa, 9° Festival della canzone Napoletana
  - Settembre cu mme (R.Fiore - A.Vian) con Johnny Dorelli, 9º Festival della canzone Napoletana

- 1962
  - Mandulinata blu (U.Martucci - S.Mazzocco) con Emilio Pericoli, Gran Festival di Piedigrotta
  - Era Settembre (L.Cioffi - Gaiano) con Claudio Villa, Gran Festival di Piedigrotta
  - Brigantella (Mennillo - Di Paola - Fanciulli) con Alberto Berri, Gran Festival di Piedigrotta

- 1963
  - Indifferentemente (U.Martucci - S.Mazzocco) con Mario Abbate, 11º Festival della canzone Napoletana
  - Catene d'ammore (U.Martucci - S.Mazzocco) con Nunzio Gallo, 11º Festival della canzone Napoletana
  - Bella busciarda con Mario Abbate, 2° Festival Città di Ercolano.
  - Te ne vaie con Wanda Prima, 2° Festival Città di Ercolano.
  - 'O ritratto 'e bersagliera con Gina Armani, 2° Festival Città di Ercolano.

- 1964
  - Me parlano e te (S.Palomba - A.Vian) con Robertino, 12º Festival della canzone Napoletana
  - Sole 'e Luglio (De Gregorio - Scuotto - Acampora) con Arturo Testa, 12º Festival della canzone Napoletana
- 1965
  - É frennesia! (G.Pisano - F.Albano) con Maria Paris, 13º Festival della canzone Napoletana
  - Niente cchiù (C.Della Gatta - E.Alfieri) con Mimmo Rocco, 13º Festival della canzone Napoletana

- 1966
  - Che chiagne a ffà! (Annona - Acampora - Donadio) con Tony Astarita, 14º Festival della canzone Napoletana
  - Rose d' 'o mese e Maggio (Ippolito - S.Mazzocco) con Mirna Doris, 14º Festival della canzone Napoletana
  - Tutti vanno via (T.Cucchiara - E.Alfieri) con Beppe Cardile, Festival delle Rose 1966

- 1967
  - Casarella 'e piscatore (L.Cioffi - Marigliano - Buonafede) con Gloria Christian, 15º Festival della canzone Napoletana
  - Biancaneve (Annona - Acampora - Manetta) con Tony Astarita, 15º Festival della canzone Napoletana

- 1968
  - Lacrema (S.Palomba - E.Alfieri) con Mario Abbate, 16º Festival della canzone Napoletana
  - Comm' 'a 'nu sciummo (Barrucci - Gregoretti - C.Esposito) con Mario Merola, 16º Festival della canzone Napoletana

- 1969
  - Cara busciarda (Fiore - Festa) con Nino Fiore, 17º Festival della canzone Napoletana
  - L'ultima sera (Barile - Pisano) con Nunzia Greton, 17º Festival della Canzone Napoletana

- 1970
  - Ricordo 'e 'nnammurate (Annona - Campassi) con Nino Fiore, 18º Festival della canzone Napoletana
  - Malacatena (Fiore - Festa - T.Iglio) con Nino Fiore, 18º Festival della canzone Napoletana
  - Sulitario (Di Domenico - Marigliano) con Giulietta Sacco, 18º Festival della canzone Napoletana

- 1971
  - Serenata ammartenata(Frelotti – Moxedano - Colucci), Napoli ieri e oggi.

- 1973
  - Astrignete a 'mme (Moxedano - T.Iglio), Piedigrotta: le nuove canzoni di Napoli.

- 1974
  - Quanta rose, Festa di Piedigrotta.

- 1975
  - Astrignete a 'mme (Moxedano - T.Iglio), 1° Festival Pirotécnico del Golfo di Napoli.

- 1981
  - 'O tesoro (Langella - T.Iglio), 2° Festival di Napoli e Nuove Tendenze

- 1984
  - 'O mare d' 'a tranquillità, concorso Dieci big per dieci nuove canzoni.

- 1985
  - 'A vesta 'e sposa, Festival Nazionale della Canzone Napoletana

## Filmografía
- 1980- La pagella
- 2025- Indiffentemente... Mario Trevi [2][3][4][5] [6]

## Sceneggiata
- Cunfiette 'e sposa (1969)
- Sulitario (1970)
- 'O carabiniere (1972)
- 'A mano nera (1973)
- 'O cammurrista (1973)
- Cella 17 (1974)
- 'O mariuolo (1975)
- 'O fuggiasco (1975)
- 'O rre d’è magliare (1976)
- 'Nu telegramma (1976)
- 'O presepio (1976)
- 'O professore (1977)
- 'A paggella (1977)
- 'A Befana (1978)
- 'O metronotte (1979)
- 'O diario  (1979)
- Papà (1980)
- Astrignete 'a 'mme (1980)
- 'O tesoro  (1981)
- 'O carabiniere (1981)